# Phyllis M. Kaberry

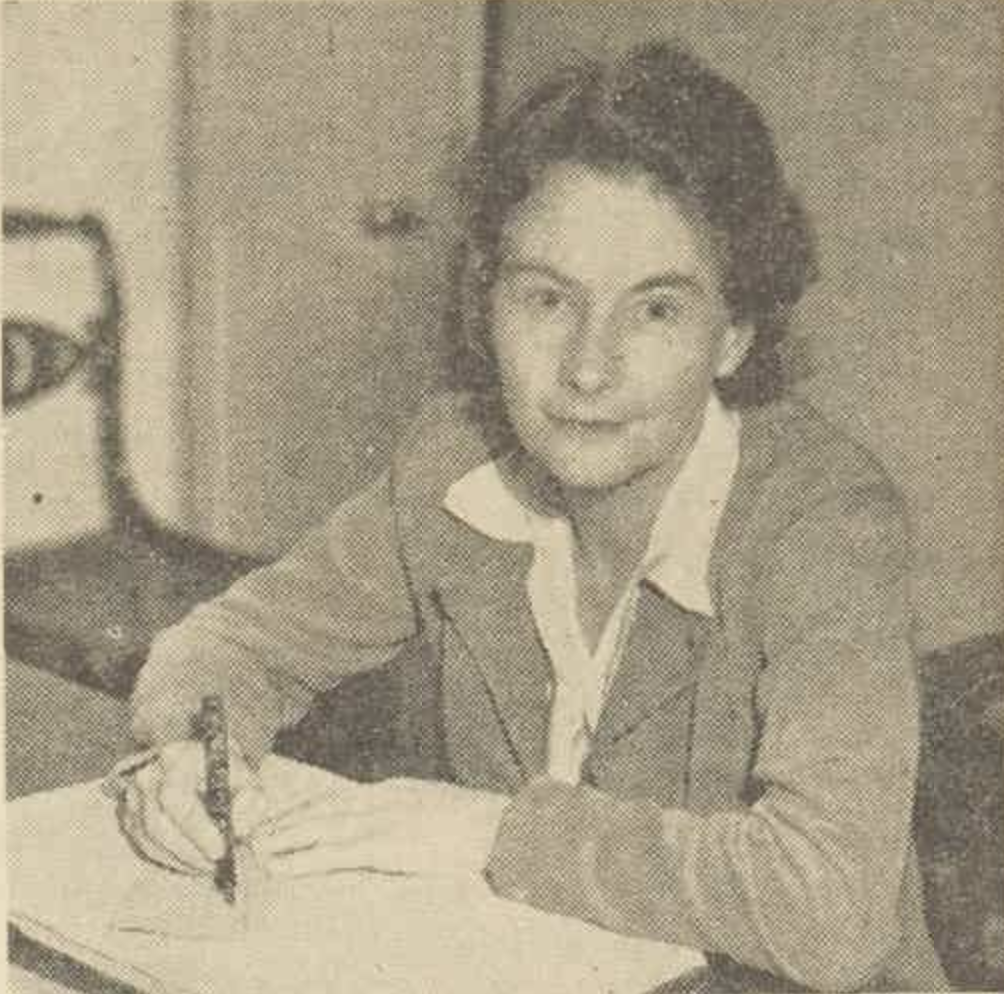
Phyllis Kaberry, 1946

Phyllis Mary Kaberry (* 17. September 1910 in San Francisco, Kalifornien; † 31. Oktober 1977 in Camden, London) war eine US-amerikanische Anthropologin, die in Australien und England wirkte.

## Werdegang
Sie promovierte an der University of Sydney über Kulturkontakt in Melanesien und forschte in Australien und Afrika. In der Zeitschrift Oceania veröffentlichte sie in deren Gründerzeiten. Von 1965 bis 1968 war sie Vizepräsidenten des Royal Anthropological Institute of Great Britain and Ireland.
Als anthropologischer Klassiker gilt ihr Werk über die Frauen der Aborigines.
Sie war mit Sally Chilver befreundet.

## Werke
- Culture contact in Melanesia. M.A. Thesis University of Sydney 1935.
- Aboriginal woman: sacred and profane London, Routledge 1939. Digitalisat
- British colonial policy in Southeast Asia and the development of self-government in Malaya. London 1944. New York 1945.
- Women of the Grassfields. A study of the economic position of women in Bamenda, British Cameroons. London, Her Majesty’s Stationery Office 1952.
- (Hrsg.) Bronislaw Malinowski: The dynamics of culture change. An inquiry into race relations in Africa. Edited by Phyllis M. Kaberry. New Haven, Yale University Press; London, Oxford University Press 1945.
  - Die Dynamik des Kulturwandels. Eingeleitet v. Phyllis M. Kaberry. Wien-Stuttgart, Humboldt 1951.
- mit E. M. Chilver: Tang Mbo or Tabeken (1963).
- mit Daryll Forde: West African Kingdoms in the Nineteenth Century. New York 1967.
- mit Mary Douglas (Hrsg.): Man in Africa. London, Tavistock 1969.